# Erzbistum Pescara-Penne
Das Erzbistum Pescara-Penne (lateinisch Archidioecesis Piscariensis-Pinnensis, italienisch Arcidiocesi di Pescara-Penne) ist eine in Italien gelegene Erzdiözese der römisch-katholischen Kirche mit Sitz in Pescara.
Es wurde bereits im 5. Jahrhundert als Bistum Penne begründet. Bereits am 15. März 1252 mit dem Bistum Atri vereinigt, nannte es sich fortan Bistum Penne-Atri. Das Bistum änderte noch 1949 seinen Namen auf Bistum Penne und Pescara und wurde ein immediates Bistum, gehörte also keiner Kirchenprovinz an. Am 2. März 1982 änderte das Bistum seinen Namen nicht nur in Bistum Pescara-Penne, sondern wurde zugleich auch zum Erzbistum erhoben und Metropolitansitz mit dem Suffraganbistum Teramo-Atri.

## Weblinks

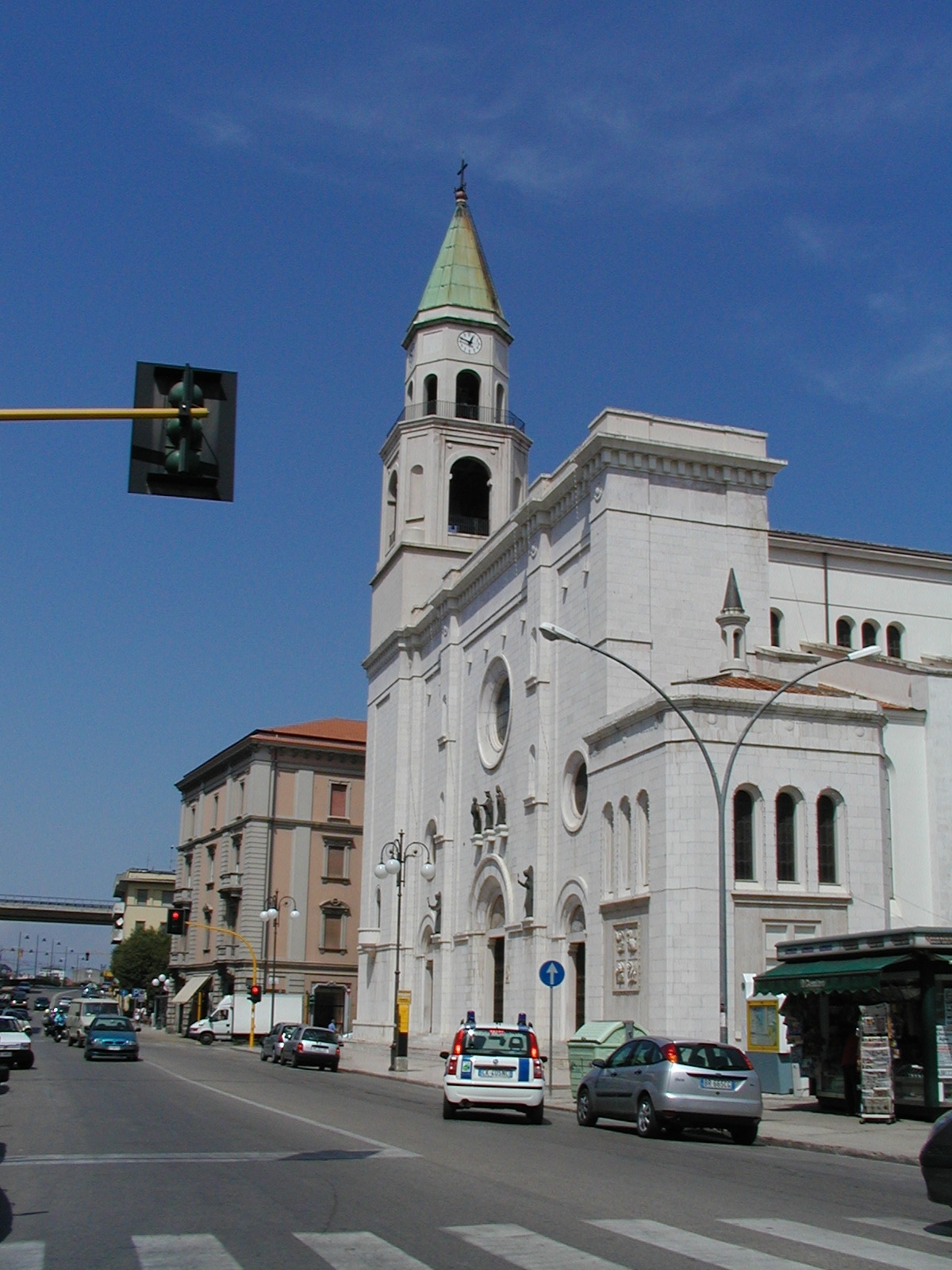
Kathedrale San Cetteo Vescovo e Martire in Pescara